# Tina Di Lorenzo
Tina Di Lorenzo, née le 4 décembre 1872 à Turin et morte le 25 mars 1930 à Milan, est une actrice italienne de théâtre et du cinéma muet.

## Biographie
Concettina Di Lorenzo naît à Turin, fille du marquis Corrado Di Lorenzo et d'Amelia Colonnello. Ses parents sont originaires de Sicile, sa mère est actrice. Tina est élevée dans la maison de son père à Noto.
Elle débute sur scène à l'adolescence, jouant parfois avec sa mère. Elle rejoint la compagnie de Francesco Pasta en 1890-1891, puis celle de Flavio Andò de 1897 à 1905. Elle fait plusieurs tournées en Europe de l'Est, en Amérique centrale et en Amérique du Sud,. De 1912 à 1914, elle est membre du Stabile del Teatro Manzoni de Milan. Ses rôles comprennent Juliette Capulet, Camille dans La Dame aux camélias, Zaza (en) et Paméla dans Paméla ou la Vertu récompensée,. Elle porte des costumes du décorateur de théâtre Luigi Sapelli.
On la voit dans trois films muets italiens : La scintilla (1915) d'Eleuterio Rodolfi, La bella mamma (1915) aussi d'Eleuterio Rodolfi, et La gorgona (1916) de Mario Caserini.
Di Lorenzo est assez célèbre à 24 ans pour faire l'objet d'une biographie: Tina di Lorenzo: Cenni biografici e artici, par Camillo Antona-Traversi, est publiée en 1896. Une autre biographie paraît en 1906.
Tina Di Lorenzo a épousé l'acteur Armando Falconi en 1901. Ils ont eu un fils, Dino Falconi (en) (1902-1990), devenu scénariste et réalisateur,. Elle meurt à Milan en 1930, âgée de 57 ans. Sa tombe se trouve au Cimetière monumental de Milan. Un théâtre à Noto porte son nom.

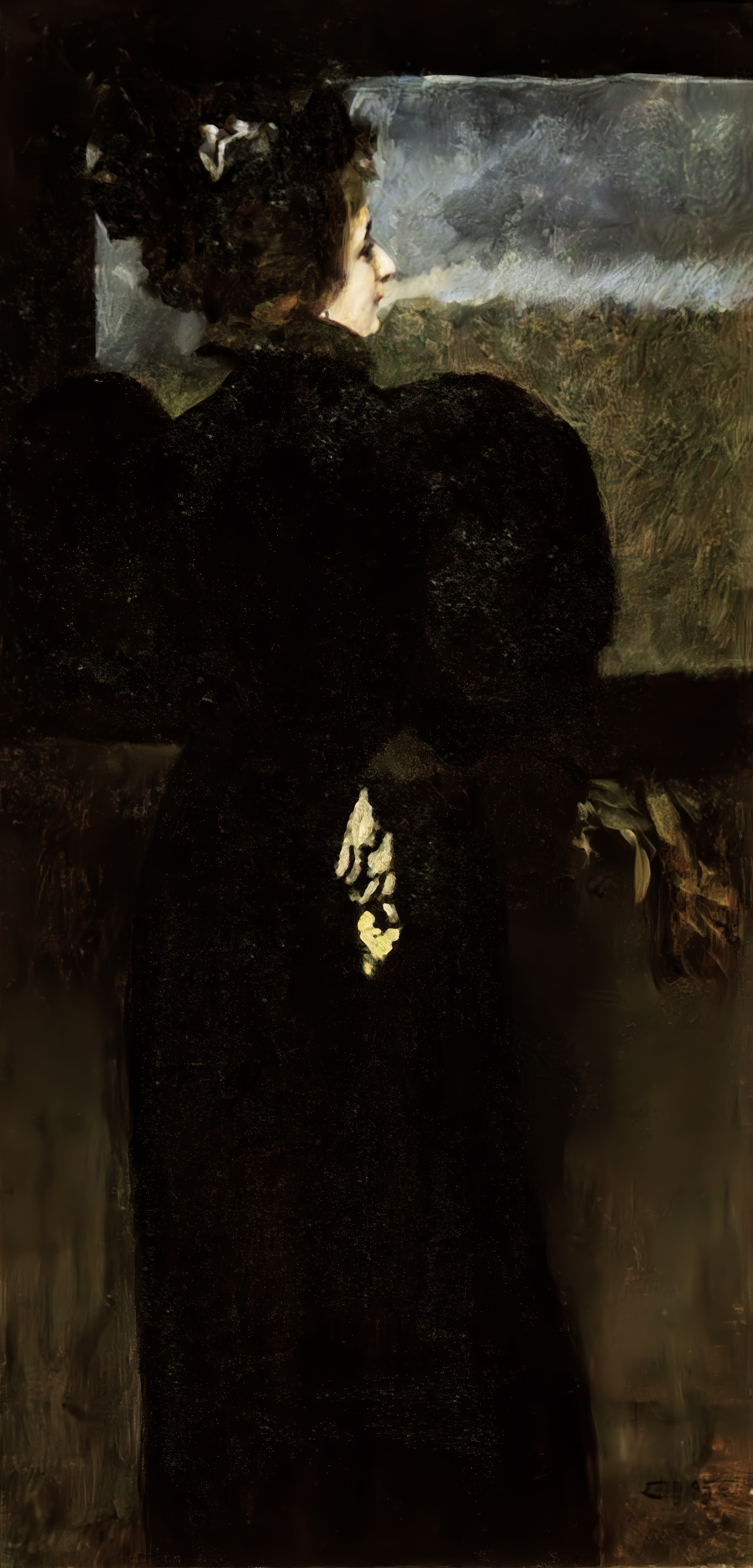
Portrait par Ettore Tito, 1895.
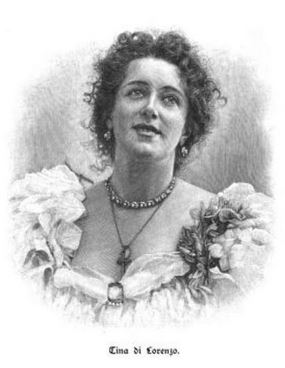
Tina Di Lorenzo, Illustrierte Zeitung, 1898.
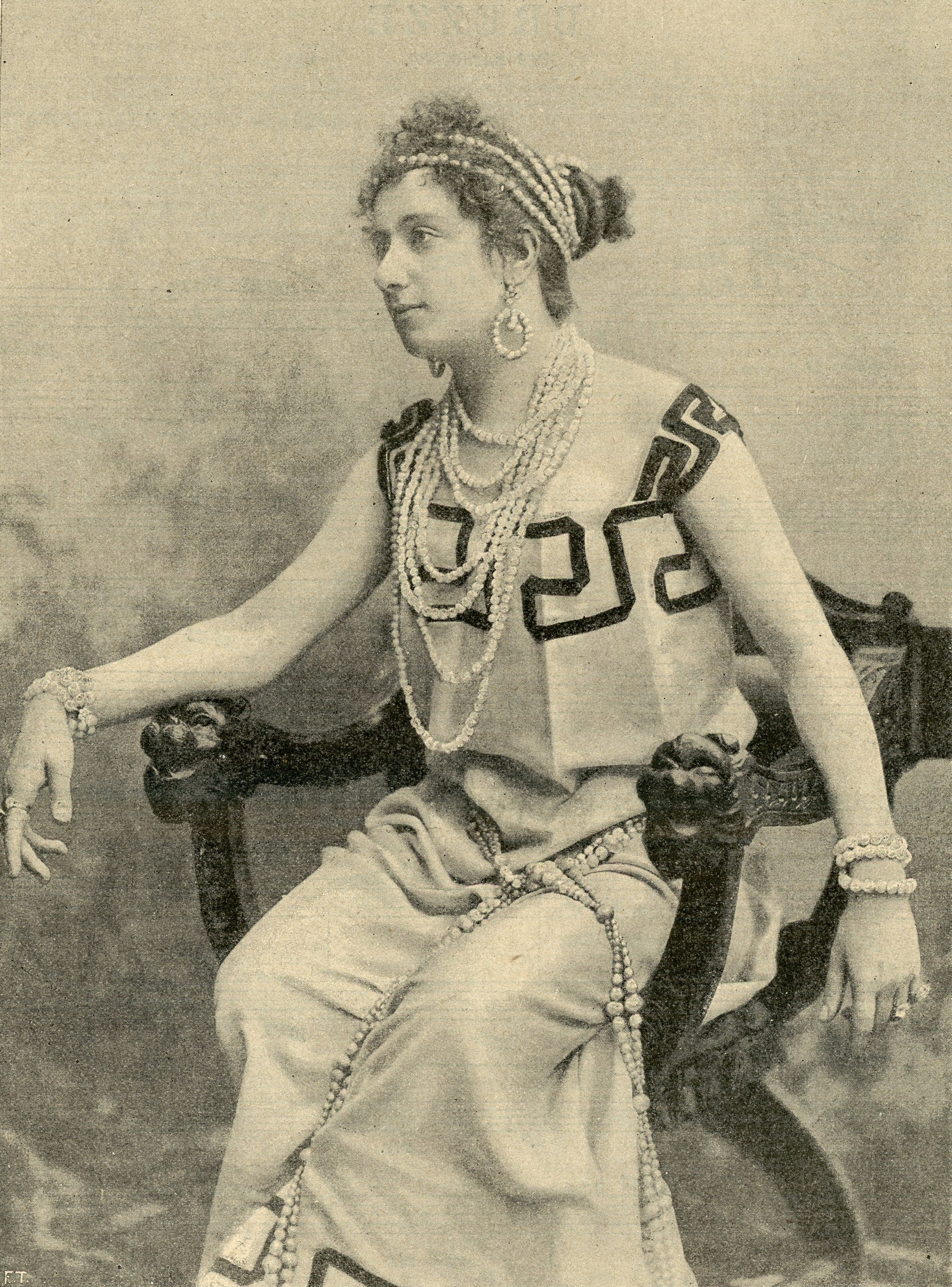
L’actrice Tina di Lorenzo, L’illustrazione popolare, 1900.
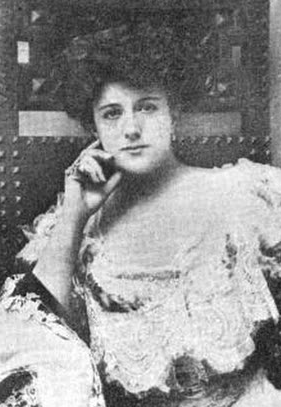
Tina Di Lorenzo, dans une publication de 1908.
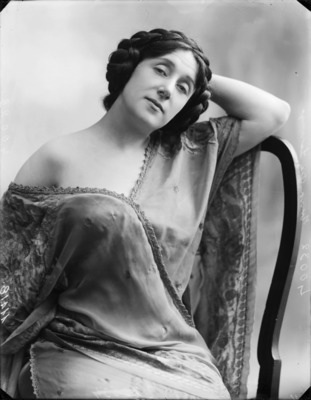
vTina Di Lorenzo, photographiée par Mario Nunes Vais vers 1910.